# McLaughlin (Automarke)

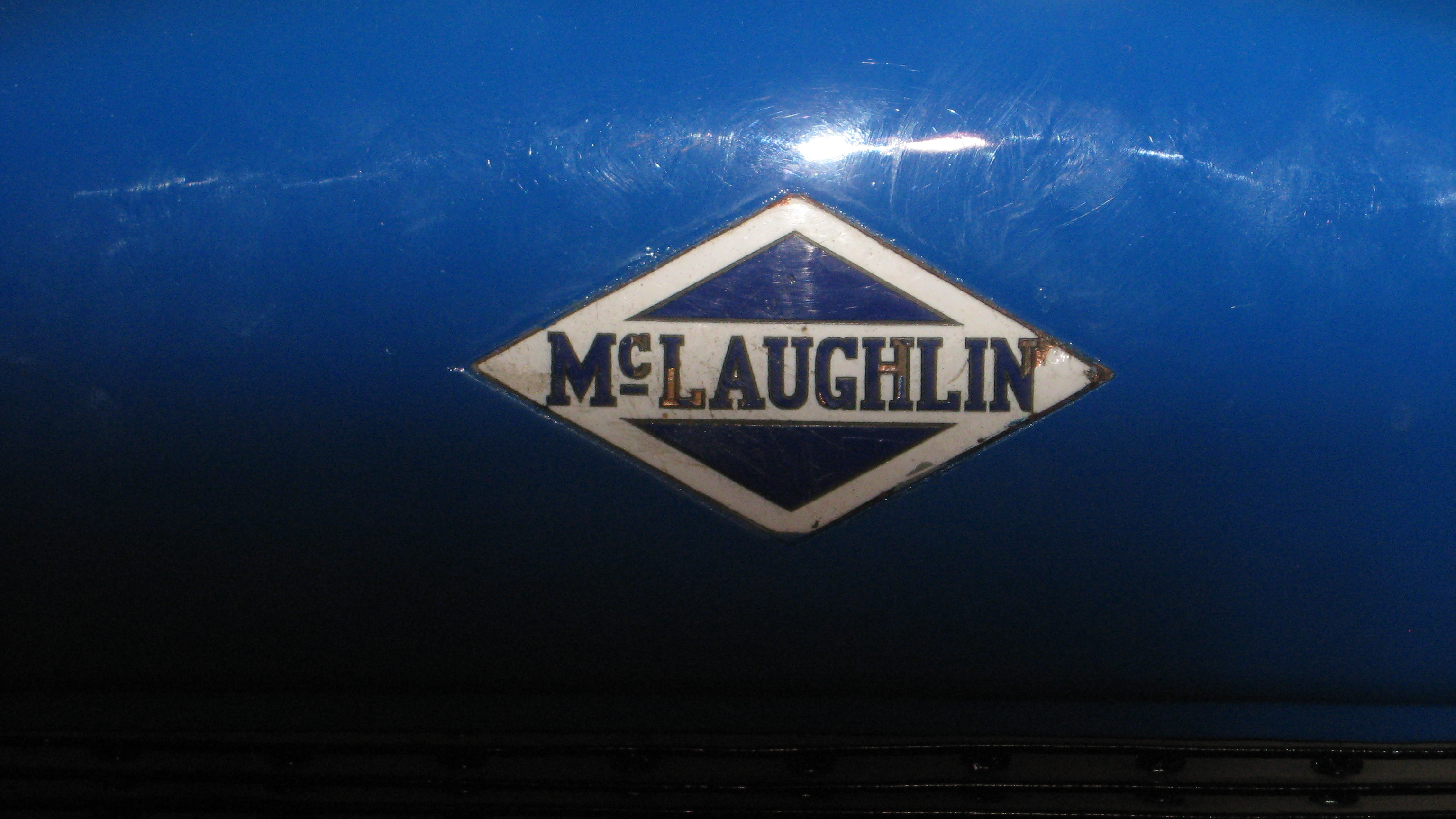
Emblem

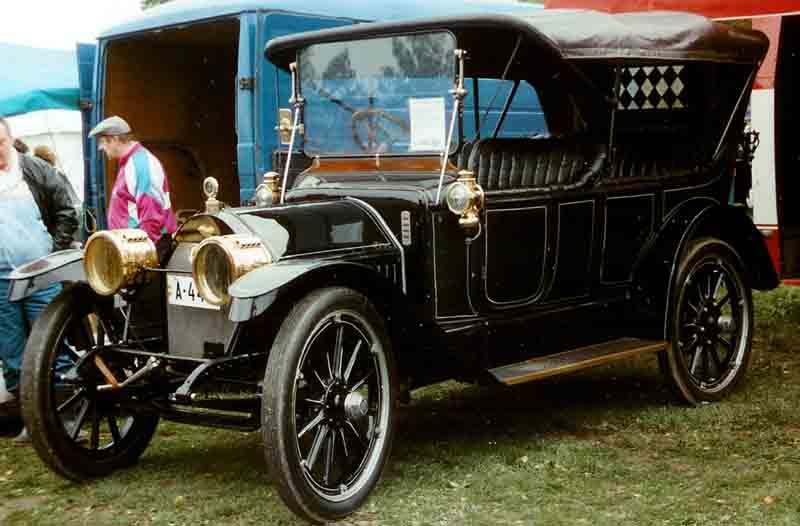
McLaughlin Modell 41 Touring von 1912

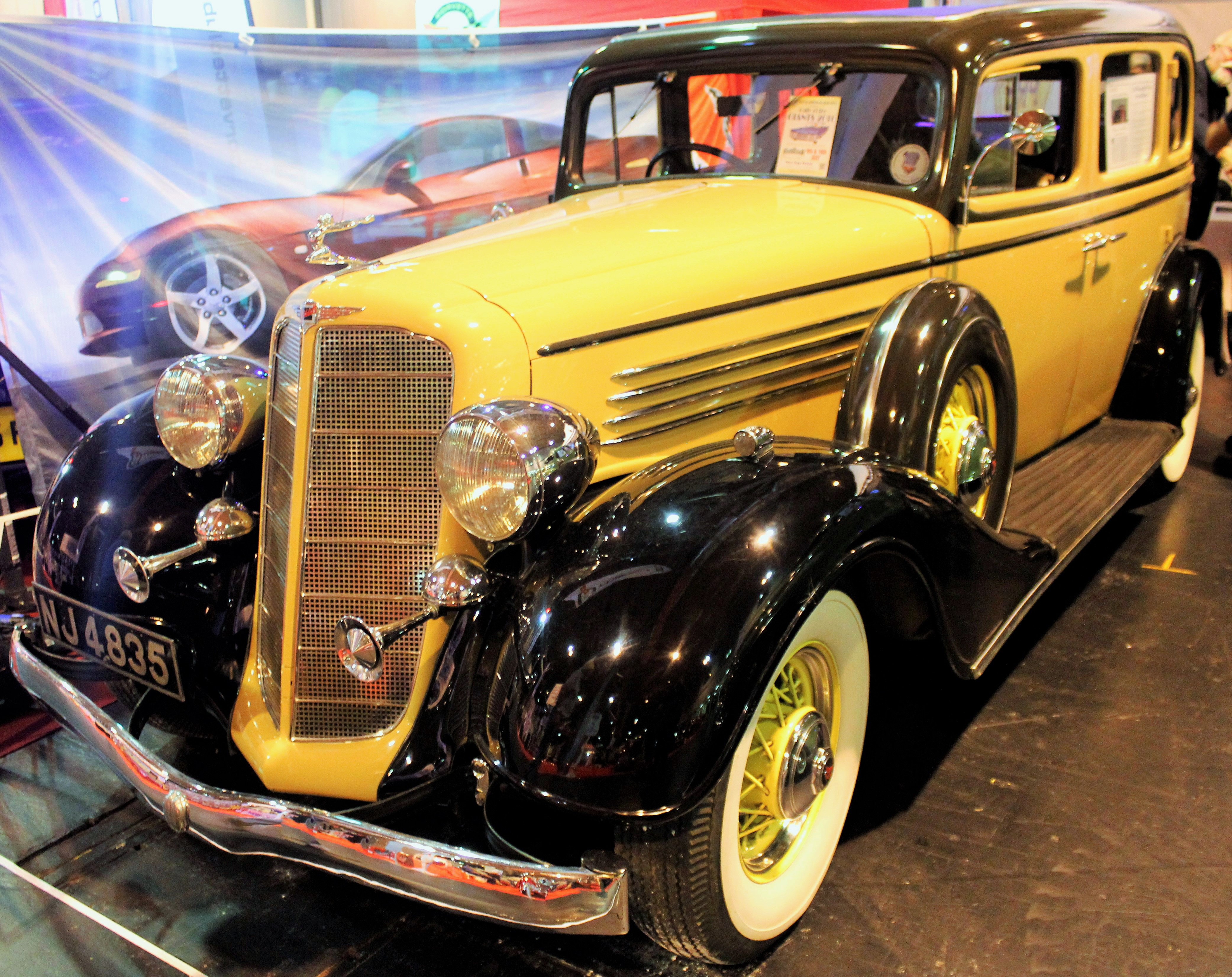
McLaughlin-Buick von 1934

McLaughlin und McLaughlin-Buick waren kanadische Automarken.

## Geschichte
Der Automobilhersteller McLaughlin Motor Car Company wurde als Schmiede McLaughlin Carriage Company im Dorf Enniskillen 20 km südöstlich von Oshawa (Ontario) in Kanada gegründet. Mitte des 19. Jahrhunderts begann die Herstellung von Pferdekutschen. 1876 wurde der Betrieb nach Oshawa verlegt. Das Unternehmen war damals mit 25.000 Kutschen pro Jahr der erfolgreichste Kutschenhersteller und wurde 1901 in McLaughlin Carriage Company, Ltd. umbenannt.
Unter der Führung von Colonel Sam McLaughlin begann 1908 die Herstellung von Automobilen. Es bestand eine Verbindung zu William C. Durant, der sich gerade bei Buick eingekauft hatte, eine Marke, die später zu General Motors gehören sollte.
Bis 1914 wurden die Automobile mit den gleichen Farben lackiert wie die Kutschen. Dies bedeutete, dass jedes Fahrzeug bis zu 15 Lackschichten bekam. McLaughlin revolutionierte anschließend die Lackierung von Automobilen.
Die Fahrzeuge wurden zunächst als McLaughlin vermarktet. 1918 verkaufte die Familie McLaughlin ihre Firmenanteile an General Motors of Canada. Der Markenname blieb trotzdem zunächst unverändert. Erst 1923 wurde er auf McLaughlin-Buick geändert. Dabei blieb es bis 1942. Danach fiel McLaughlin weg und die Wagen hießen nur noch Buick.